# Proces fonetyczny
Proces fonetyczny (zjawisko fonetyczne) – zmiana języka w zakresie fonetyki. Wyróżnia się procesy zależne od pozycji i niezależne. Jedną z przyczyn procesów fonetycznych może być wpływ podłoża językowego (substratu językowego) na superstrat językowy.
Podstawowe zależne
- upodobnienie (asymilacja)
- odpodobnienie (dysymilacja)
- przestawka (metateza)

Zmiękczenie i pokrewne
- zmiękczenie (palatalizacja)
  - jotyzacja
- depalatalizacja
- asybilacja
- labializacja
- delabializacja
- udziąsłowienie

Powstawanie głosek
- epenteza
- proteza
  - prejotacja
  - prelabializacja

Zanik głosek
- synkopa
- apokopa
  - zanik końcowej spółgłoski
- afereza
- uproszczenie grup spółgłoskowych
- kontrakcja
- elizja

Związane z dźwięcznością
- udźwięcznienie (sonoryzacja)
- ubezdźwięcznienie (desonoryzacja)

Związane z dwugłoskami
- monoftongizacja
- dyftongizacja

Związane z iloczasem
- zanik iloczasu
- zwężenie samogłosek nieakcentowanych
- wzdłużenie zastępcze
- skracanie samogłoski przed samogłoską
- skrócenie samogłosek w wygłosie

Inne
- przegłos
- rotacyzm
- itacyzm
- przesuwka spółgłoskowa
- mazurzenie
- wałczenie